# 12162 Bilderdijk
12162 Bilderdijk è un asteroide della fascia principale. Scoperto nel 1973, presenta un'orbita caratterizzata da un semiasse maggiore pari a 2,6446003 UA e da un'eccentricità di 0,1626165, inclinata di 13,45208° rispetto all'eclittica.